# Olimpíada Latino-Americana de Astronomia e Astronáutica
A Olimpíada Latino-Americana de Astronomia e Astronáutica (OLAA) é uma competição anual de astronomia e astronáutica para estudantes do ensino médio. A OLAA foi fundada em 11 de outubro de 2008, em Montevidéu, no Uruguai. Seus principais objetivos são compartilhar conhecimentos, gerar vínculos de comunicação e colaboração, fomentar a difusão e o aperfeiçoamento docente, assim como gerar vocações pela Astronomia, Astronáutica e Ciências afins. Sua primeira edição ocorreu no Ano Internacional da Astronomia, em 2009, no Rio de Janeiro, Brasil, com a participação de sete países.
As provas da OLAA consistem em exames teóricos versando sobre Astronomia e Astronáutica, e provas práticas que podem incluir manipulação de telescópios, sessões de planetário, uso de cartas celestes, construção de foguetes de garrafas PET, etc.
A competição ocorre anualmente no mês de outubro e dura uma semana. Cada país pode levar uma equipe de até cinco participantes, necessariamente mista (com alunos dos dois gêneros), acompanhada por dois professores (líderes de equipe) e observadores. Além das provas individuais, ocorrem provas em equipe, com cada grupo composto de três ou quatro alunos de países diferentes.
São distribuídas medalhas de ouro, prata e bronze e menções honrosas aos alunos de acordo com o desempenho nas provas, além de prêmios individuais para melhor prova teórica, observacional, em grupo e de foguetes.

## Histórico
A primeira edição da OLAA ocorreu de 12 a 19 de outubro de 2009 e contou com a participação de delegações de sete países latino-americanos (México, Colômbia, Bolívia, Brasil, Paraguai, Uruguai e Chile), totalizando 33 alunos participantes. A prova observacional foi realizada no Laboratório Nacional de Astrofísica em Itajubá, Minas Gerais.

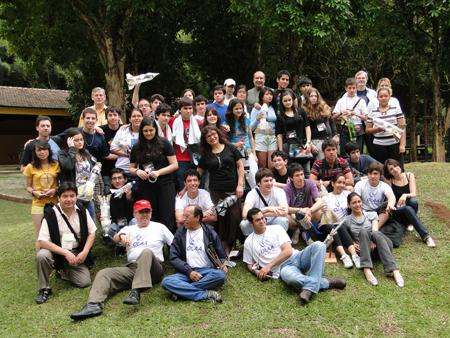
Participantes da primeira OLAA

A segunda edição ocorreu entre 5 e 10 de setembro de 2010, em Bogotá, na Colômbia, contando com a participação dos mesmos sete países que participaram da primeira edição, mas com 35 alunos. A prova observacional ocorreu no Deserto de Tatacoa.
A terceira edição ocorreu novamente no Rio de Janeiro, no Brasil. A quarta edição aconteceu entre 9 e 15 de setembro em Barranquilla, Colômbia.
A quinta edição aconteceu em Cochabamba, Bolívia, e a sexta edição na cidade de Minas, Uruguai.
A sétima edição aconteceu mais uma vez no Rio de Janeiro, no Brasil.
A oitava edição, realizada em 2016, foi sediada em Córdoba, na Argentina.
A nona edição aconteceu em Antofagasta, Chile, de 8 a 14 de outubro de 2017. Os competidores visitaram o Observatório Paranal, operado pelo Observatório Europeu do Sul. A prova observacional foi realizada no Deserto do Atacama junto ao monumento Mano del Desierto.
A décima OLAA foi realizada em Ayolas, Paraguai, em outubro de 2018.
A décima primeira edição ocorreu em Puebla, no México.
A décima segunda edição ocorreu de forma virtual devido à pandemia de COVID-19. Foi realizada pela Universidade Técnica de Cotopaxi, sediada em Latacunga, Equador.
A décima terceira edição também ocorreu de forma virtual devido à pandemia de COVID-19. Foi realizada pela Universidad Nacional Mayor de San Marcos, sediada em Lima, Peru.

### Sedes
| Número | Ano  | País Sede  | Cidade           |
| ------ | ---- | ---------- | ---------------- |
| 1      | 2009 | Brasil     | Rio de Janeiro   |
| 2      | 2010 | Colômbia   | Bogotá           |
| 3      | 2011 | Brasil     | Rio de Janeiro   |
| 4      | 2012 | Colômbia   | Barranquilla     |
| 5      | 2013 | Bolívia    | Cochabamba       |
| 6      | 2014 | Uruguai    | Minas            |
| 7      | 2015 | Brasil     | Rio de Janeiro   |
| 8      | 2016 | Argentina  | Cordoba          |
| 9      | 2017 | Chile      | Antofagasta      |
| 10     | 2018 | Paraguai   | Ayolas           |
| 11     | 2019 | México     | Puebla           |
| 12     | 2020 | Equador    | (Virtual)        |
| 13     | 2021 | Peru       | (Virtual)        |
| 14     | 2022 | Panamá     | Cidade do Panamá |
| 15     | 2023 | Panamá     | Chiriquí         |
| 16     | 2024 | Costa Rica | San José         |

## Brasil na OLAA

### Resultados obtidos
| Ano   | País Sede  | Ouro | Prata | Bronze | Honra |
| ----- | ---------- | ---- | ----- | ------ | ----- |
| 2009  | Brasil     | 2    | 2     | 1      | -     |
| 2010  | Colômbia   | 4    | -     | 1      | -     |
| 2011  | Brasil     | 2    | 3     | -      | -     |
| 2012  | Colômbia   | 2    | 3     | -      | -     |
| 2013  | Bolívia    | 3    | 1     | 1      | -     |
| 2014  | Uruguai    | 3    | 2     | -      | -     |
| 2015  | Brasil     | 4    | 1     | -      | -     |
| 2016  | Argentina  | 2    | 2     | 1      | -     |
| 2017  | Chile      | 4    | 1     | -      | -     |
| 2018  | Paraguai   | 4    | 1     | -      | -     |
| 2019  | México     | 4    | 1     | -      | -     |
| 2020  | Equador    | 4    | -     | 1      | -     |
| 2021  | Peru       | 5    | -     | -      | -     |
| 2022  | Panamá     | 5    | -     | -      | -     |
| 2023  | Panamá     | 2    | 3     | -      | -     |
| 2024  | Costa Rica | 4    | -     | 1      | -     |
| TOTAL | TOTAL      | 54   | 17    | 6      | -     |

### Delegações brasileiras

#### 2009
- Ouro: Rafael Tafarello (Itatiba, SP) e Catarina Neves (Suzano, SP)
- Prata: Tiago Lobato Gimenes (São Bernardo do Campo, SP) e Isabela Nobre (Maceió, AL)
- Bronze: Leonardo Papais (Mogi das Cruzes, SP)
- Líderes: João Canalle e Julio Cesar Klafke[6]

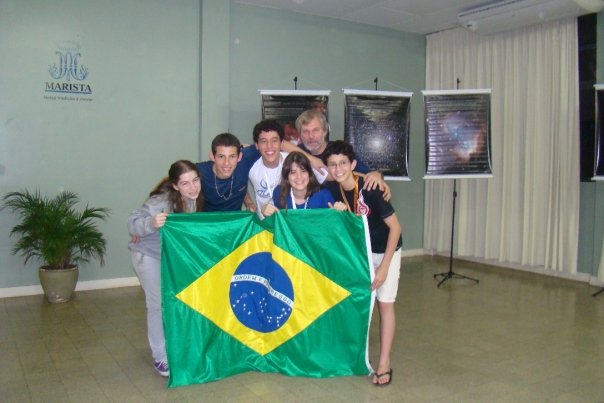
Equipe Brasileira da primeira OLAA

#### 2010
- Ouro: Lucas Smaira (Guaxupé, MG), Richard Martim Souza (Rio de Janeiro, RJ), Rodrigo Pomgeluppi (Itabira, MG) e Catarina Neves (Suzano, SP)
- Bronze: Helena Wu (Santana do Parnaíba, SP)
- Líderes: João Canalle e Julio Cesar Klafke[7][8]

#### 2011
- Ouro: Tabata Amaral (São Paulo, SP) e Rafael Bordoni (Manaus, AM)
- Prata: Felipe Marino Moreno (Guarulhos, SP), Lucas Henrique Morais (Guarulhos, SP) e Victor Moraes de Oliveira (São Paulo, SP)
- Líderes: João Canalle e Julio Cesar Klafke[9]

#### 2012
- Ouro: Amanda Seraphim Pedarnig (Vinhedo, SP) e Weslley de Vasconcelos Rodrigues da Silva (Teresina, PI)
- Prata: Larissa Fernandes de Aquino (Olinda, PE), Luis Fernando Machado Poletti Valle (Guarulhos, SP) e Victor Venturi (Campinas, SP)
- Líderes: João Canalle e Julio Cesar Klafke[10][11]

#### 2013
- Ouro: Andrei Michel Sontag (Marechal Cândido Rondon, PR), Rubens Martins Bezerra Farias (Fortaleza, CE) e Weslley de Vasconcelos Rodrigues da Silva (Teresina, PI)
- Prata: Ana Letícia dos Santos (Curitiba, PR)
- Bronze: Marton Paulo dos Santos Silva (Recife, PE)
- Líderes: João Canalle e Julio Cesar Klafke[12]

#### 2014
- Ouro: Rafael Charles Heringer Gomes (Mogi das Cruzes, SP), Romero Moreira da Silva (Itabira, MG) e Wagner Fonseca Rodrigues (Belo Horizonte, MG)
- Prata: Carolina Lima Guimarães (Vitória, ES) e Lucas Hagemaister (Porto Alegre, RS).
- Líderes: João Canalle e Julio Cesar Klafke[13]

#### 2015
- Ouro: Ana Paula Shuch (Porto Alegre, RS), Gustavo Guedes Faria (São Paulo, SP), Renner Leite Lucena (Fortaleza, CE) e Vitor Gomes Pires (São Paulo, SP)
- Prata: Leonardo Henrique Martins Florentino (São Paulo, SP)
- Líderes: Julio Cesar Klafke e Thiago Paulin[14]

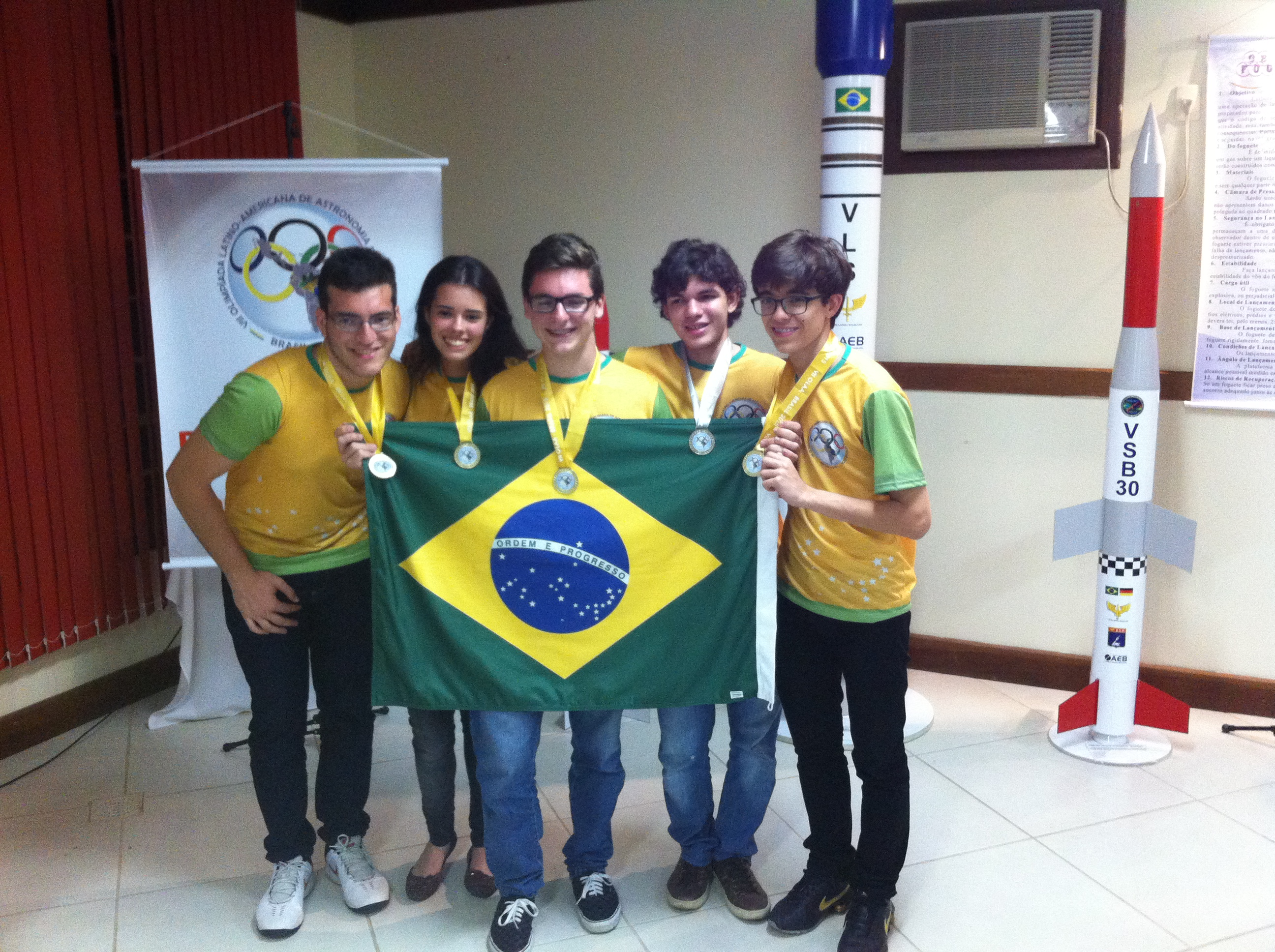
Equipe Brasileira da VII OLAA (2015)

#### 2016
- Ouro: Henrique Barbosa de Oliveira (Valinhos, SP) e Mateus Siqueira Thimoteo (Mogi das Cruzes, SP)
- Prata: Lucas Camargo da Silva (São José, SC) e Nicolas Almeida Verras (São Paulo, SP)
- Bronze: Beatriz Marques de Brito (São Bernardo do Campo, SP)
- Líderes: João Canalle e Julio Cesar Klafke[15]

#### 2017
- Ouro: Bruno Caixeta Piazza (Valinhos, SP), Fernando Ribeiro de Senna (Jundiaí, SP), Henrique Barbosa de Oliveira (Valinhos, SP) e Miriam Harumi Koga (Guarulhos, SP)
- Prata: Danilo Bissoli Apendino (São Paulo, SP)
- Líderes: João Canalle e Julio Cesar Klafke[16]

#### 2018
- Ouro: Caio Nascimento Balreira (Fortaleza, CE), Katarine Emanuela Klitzke (Fortaleza, CE), Luã de Souza Santos (São Paulo, SP) e Vinicius Rodrigues de Freitas (Fortaleza, CE)
- Prata: Gabriel Gandra Prata Gonçalves (Vitória, ES)
- Líderes: João Canalle e Julio Cesar Klafke[17]

#### 2019
- Ouro: Bismarck Moreira Ramos de Vasconcelos Filho (Fortaleza, CE), Caio Nascimento Balreira (Fortaleza, CE), Fabrizio Melges Ferro (Mairiporã, SP) e Sarah Leitão Melo (Fortaleza, CE)
- Prata: Gabriel Oliveira Mota (Montes Claros, MG)
- Líderes: Eugênio Reis e Julio Cesar Klafke[18]

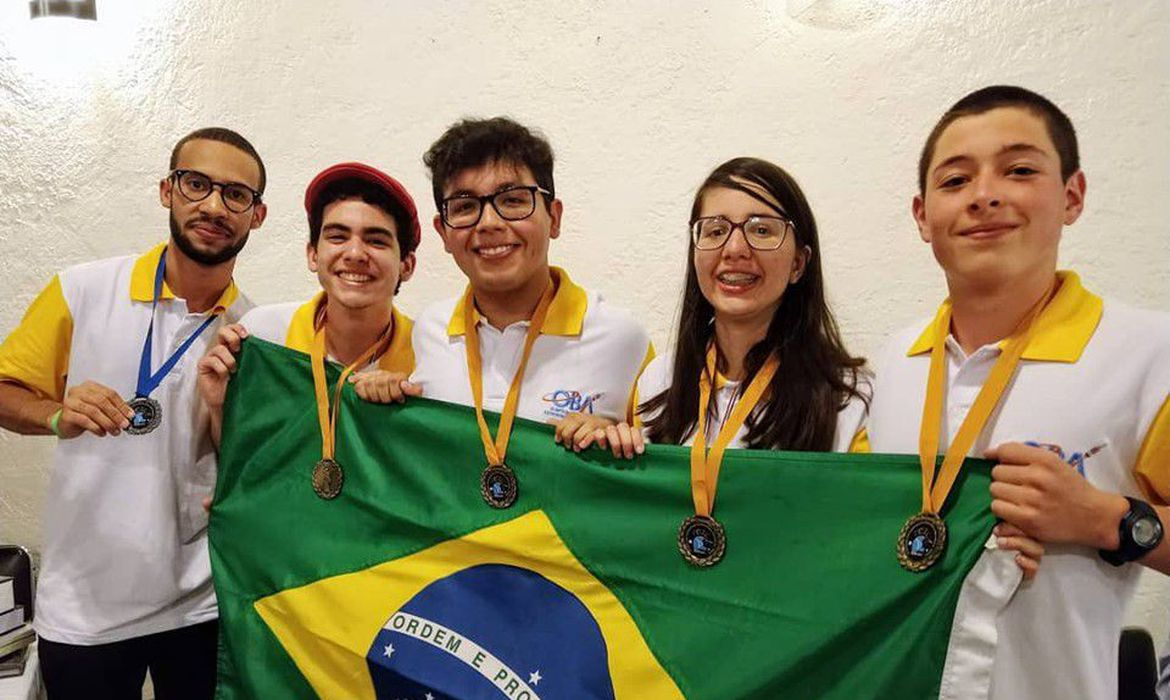
Equipe brasileira da XI OLAA, em 2019. Da esquerda para direita: Gabriel Oliveira, Bismarck Moreira, Caio Nascimento, Sarah Leitão e Fabrizio Melges.

#### 2020
- Ouro: Eduardo Henrique Camargo de Toledo (Valinhos, SP), Vitor Eduardo Costa Santos (Jundiaí, SP), Beatriz Rodrigues de Freitas (Fortaleza, CE) e Bismark Mesquita do Nascimento (Fortaleza, CE)
- Bronze: Gustavo Sobreira Barroso (Fortaleza, CE)
- Líderes: Eugênio Reis e Julio Cesar Klafke[19]

#### 2021
- Ouro: Isabela Pereira Gregio (Campo Grande, MS), Leonardo Vellar Augé (Pelotas, RS), Luís Otávio Trotti Martins Guedes de Souza (Santo André, SP), Paulo Henrique dos Santos Silva (Santana de Parnaíba, SP) e Wesley Antônio Machado Andrade de Aguiar (Manaus, AM)
- Líderes: Eugênio Reis e Julio Cesar Klafke[20]

#### 2022
- Ouro: Davi de Lima Coutinho dos Santos (Itatiba, SP), Gabriel Consentino Botrel Chalfun (Lavras, MG), Hugo Fares Menhem (São Paulo, SP), Mariana Naves Tana (Três Pontas, MG) e Murilo Martins Trevisan (Valinhos, SP)
- Líderes: Eugênio Reis e Julio Cesar Klafke[21]

#### 2023
- Ouro: Davi de Lima Coutinho dos Santos (Itatiba, SP) e Gustavo Mesquita Franca (Fortaleza, CE)
- Prata: Hugo Fares Menhem (São Paulo, SP), Larissa Midori Miamura (São Paulo, SP) e Mychel Lopes Segrini (Vitória, ES)
- Líderes: Ednilson Oliveira e Julio Cesar Klafke[22]

#### 2024
- Ouro: Filipe Ya Hu Dai Lima (João Pessoa, PB), Larissa Midori Miamura (São Paulo, SP), Luca Pieroni Pimenta (Valinhos, SP) e Lucas Praça Oliveira (Fortaleza, CE)
- Bronze: Arthur Gomes Gurjão (Fortaleza, CE)
- Líderes: Fellipy Dias Silva e Julio Cesar Klafke[23]